# Ana María Groot
Ana María Groot Sáenz (Bogotá, 29 de agosto de 1952) es una profesora, investigadora y antropóloga colombiana.
Ha realizado sus principales investigaciones en poblamiento temprano en Colombia, historia colonial, etnicidad y cultura en época prehispánica; arqueología del paisaje.

## Biografía
Groot nació en la ciudad de Bogotá. Adelantó sus estudios profesionales en la Universidad de los Andes, donde recibió el título de licenciada en Antropología en 1974. En el 2008 obtuvo su título de máster en historia otorgado por la Universidad Nacional de Colombia.
Inició su labor como investigadora en el departamento de Nariño con el auspicio financiero de la Fundación de Investigaciones Arqueológicas Nacionales del Banco de la República de Colombia entre los años 1975 y 1976. A partir del año 1976 y hasta 1988 estuvo vinculada como investigadora en el entonces Instituto Colombiano de Antropología (ICAN, desde 1999 Instituto Colombiano de Antropología e Historia), donde participó en los estudios arqueológicos pioneros de Ciudad Perdida en la Sierra Nevada de Santa Marta y en el proceso de restauración de este sitio. Además, participó en acciones orientadas a la protección de los Parques Arqueológicos Nacionales y en el manejo y conservación de colecciones arqueológicas. Entre 1987 y 1988 fue directora científica del ICAN.
Desde 1989 se vinculó como profesora de tiempo completo del Departamento de Antropología de la Universidad Nacional de Colombia, donde ha articulado la docencia con la investigación y la extensión solidaria. En esta Universidad ha ocupado varios cargos: coordinadora de la carrera de Antropología (1991-1992), directora del Departamento de Antropología (1992-1994 y 2004-2006), secretaria de la Facultad de Ciencias Humanas (2008-2011) y directora de la Revista Maguaré (2000-2004). A través de su carrera profesional ha participado activamente en la formación de varias generaciones de antropólogos y ha dirigido 6 tesis de maestría y 25 de pregrado.
En la articulación de investigación y extensión ha contribuido a la generación de procesos locales para la conservación del patrimonio arqueológico e histórico, y la recuperación de la memoria histórica en los departamentos de Nariño y Cundinamarca. Groot se alió con pobladores de Nemocón (Cundinamarca) para evitar la construcción de un relleno sanitario en el sitio de patrimonio histórico de casi 12 mil años de antigüedad.

## Investigación
Sus áreas de investigación son poblamiento temprano en Colombia, historia colonial, etnicidad y cultura en época prehispánica, arqueología del paisaje y patrimonio.

## Premios y reconocimientos
Ha sido merecedora de las siguientes distinciones:
- 2007, Tesis Laureada, Maestría en Historia, Universidad Nacional De Colombia: «Trabajo y vida cotidiana en los pueblos productores de sal en el altiplano de Bogotá, siglos XVI-XVII»

- 1998, Primer premio en el concurso internacional «Apropiación social del patrimonio cultural y natural para el desarrollo comunitario» convocado por el convenio Andrés Bello, con la experiencia denominada «El valle de Guasca: una reserva de vida que hay que proteger y conservar», realización colectiva con la comunidad de San Jacinto de Siecha, Guasca), Cundinamarca.

- Orden al Mérito Educativo de Nuestra Señora del Buen Suceso por la Fundación Ruperto Aguilera León (2003), con Decreto n.º 35 de 2010 de la Alcaldía Municipal de Nemocón, por el cual se hace un reconocimiento al arduo trabajo y aportes en el campo de la Antropología, y con la condecoración «Ciudadano Emérito» de la Orden al Mérito Cívico Coronel Fray Ignacio Mariño y Soler O.P (2013).

- 2005, en reconocimiento de sus calidades investigativas, tanto la Academia Colombiana de Historia como la Academia Colombiana de Ciencias Exactas, Físicas y Naturales la eligieron miembro correspondiente.[1]

## Principales publicaciones
- Groot, A.M.1979. Buritaca 200. Bogotá: Editorial Mayr y Cabal.
- Groot, A.M. 1980. Buritaca 200: Una fecha de radiocarbono asociada con objetos de orfebrería. Boletín del Museo del Oro. Año 3, mayo-agosto. Bogotá.
- Cadavid G, Groot, A.M. 1982. Buritaca 200: Arqueología y conservación de una Población precolombina en la Sierra Nevada de Santa Marta. Beetragezur Allgemeinen und vergleichenden archaologie. München: Band 4.
- Groot, A.M. 1983. Ciudad Perdida: Una población serrana de los taironas. Historia del Arte Colombiano. Navarra, España: Gráficas Estella, S.A.
- Groot, A.M. 1985. Panorama etnohistórico y arqueológico de los taironasen la Sierra nevada de Santa Marta, Colombia: evidencias de los siglos XIV y XVI. Culturas Indígenas de los Andes Septentrionales.Madrid: Biblioteca del V Centenario. Ediciones Cultura Hispánica.
- Groot, A.M. 1985. Arqueología y conservación de la localidad precolombina de Buritaca 200 en la Sierra Nevada de Santa Marta. Informes Antropológicos. Instituto Colombiano de Antropología. Bogotá: Editorial cra. 7a. Ltda. Bogotá.
- Groot de Mahecha, A.M. 1986. Generalidades Sobre el poblamiento prehispánico del Parque nacional natural Tairona. Tairona, naturaleza e historia. Revista de los Parques nacionales de Colombia. Volumen 1, No. 4. Inderena, Bogotá.
- Cadavid, G. y Groot, A.M. 1987. Buritaca 200. Arqueología y conservación de una población precolombina (Sierra Nevada de Santa Marta, Colombia). Boletín Museo del Oro No. 19. Banco de la República, Bogotá.[3][1]